# Дискография «Симпсонов»
«Си́мпсоны» — американский анимационный телевизионный ситком, созданный Мэттом Грейнингом, который выходит в эфир на телеканале Fox Broadcasting Company с декабря 1989 года. Это сатирическая пародия на американский образ жизни среднего класса, воплощённый его одноименной семьей, которая состоит из Гомера, Мардж, Барта, Лизы и Мэгги. Действие сериала разворачивается в вымышленном городе Спрингфилд, и он высмеивает американскую культуру, общество и многие аспекты человеческого существования. Популярность «Симпсонов» привела к выпуску в 1990 году дважды платинового альбома The Simpsons Sing The Blues, который содержит оригинальные песни в исполнении актёров шоу в качестве их персонажей. Альбом породил два хитовых сингла — «Do the Bartman» и «Deep, Deep Trouble». Менее успешный сиквел, The Yellow Album, был выпущен в 1998 году.
Были выпущены три саундтрековых альбома с музыкой и песнями из шоу — Songs in the Key of Springfield в 1997 году, Go Simpsonic with The Simpsons в 1999 году и The Simpsons: Testify в 2007 году. Первые два альбома попали в американский чарт Billboard 200, достигнув 103 и 197 позиции соответственно. The Simpsons Movie: The Music, саундтрек к фильму «Симпсоны в кино», был выпущен вместе с полнометражным фильмом в июле 2007 года. Хоровая пьеса «Spider Pig», появившаяся в фильме и вошедшая в саундтрек, вошла в хит-парады нескольких стран мира.

## История
«Симпсоны» с самого начала были хитом Fox Broadcasting Company, и сеть мгновенно получила сотни запросов от продавцов, желающих создать товары на основе шоу, такие как одежда, будильники, жевательная резинка, ноутбуки, плакаты и освежители воздуха. Товары были очень успешными, получив, по оценкам, 750 миллионов долларов США в течение первого года продаж. Как прокомментировал рецензент AllMusic Джейсон Анкени, «LP оказался неизбежным», когда после премьеры сериала «лицензированные изображения персонажей были повсюду от футболок до фигур действия». В 1990 году Дэвид Геффен, основатель звукозаписывающего лейбла Geffen Records, решил записать альбом с участием персонажей «Симпсонов». Его идея была одобрена создателем Fox и «Симпсонов» Мэттом Грейнингом, а сценаристам шоу было поручено написать оригинальные, юмористические текста для выступления актёров. Конечным результатом стал хип-хоп-блюзовый альбом The Simpsons Sing the Blues, выпущенный в декабре 1990 года. Он достиг высшей позиции под номером три в американском чарте Billboard 200 и был сертифицирован дважды платиновым Американской ассоциацией звукозаписывающих компаний в феврале 1991 года.

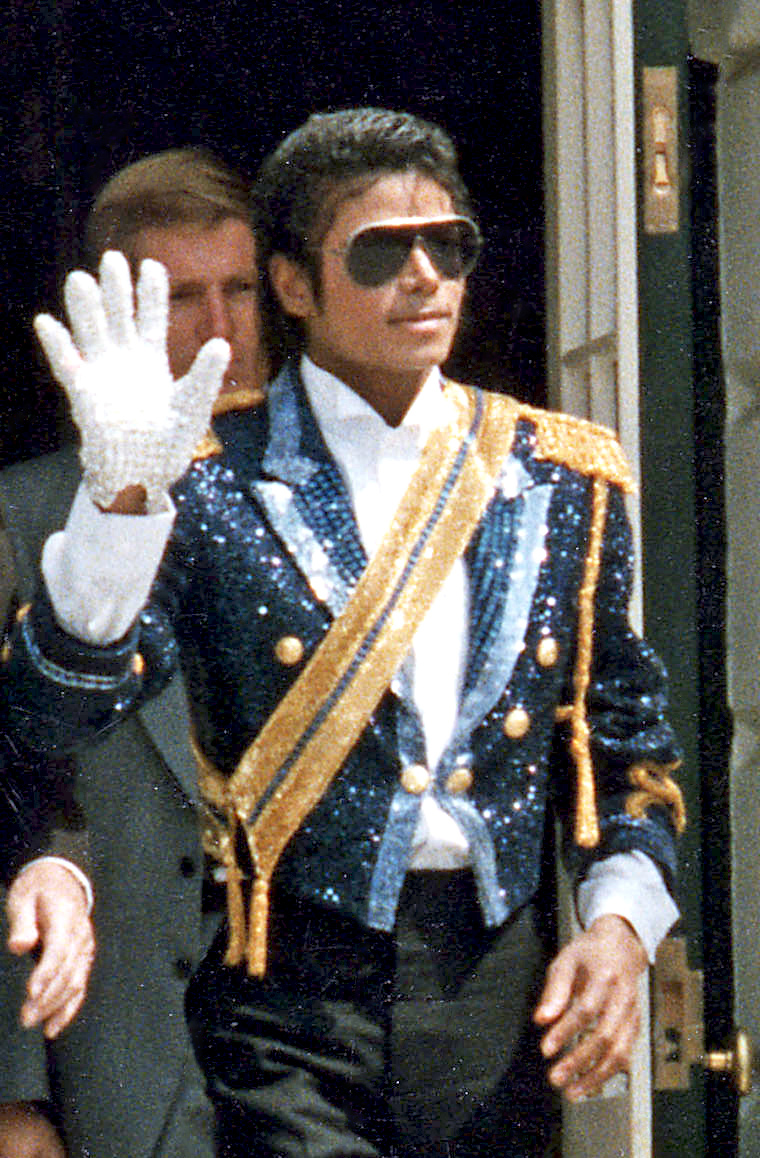
Майкл Джексон стал соавтором сингла «Do the Bartman», который занял первое место в чартах нескольких стран.

«Do the Bartman», написанный в соавторстве с Майклом Джексоном, был выпущен в качестве первого сингла с The Simpsons Sing The Blues. Он достиг первого места в чартах синглов в Австралии, Ирландии, Новой Зеландии, Норвегии и Великобритании, в конечном итоге получив золотую сертификацию в Великобритании с 400 000 проданных единиц. В Ирландии «Do the Bartman» провёл девять недель на первом месте в Irish Singles Chart — только семь синглов смогли продержаться дольше. Сингл сопровождался популярным музыкальным клипом, который в ноябре 1990 года стал музыкальным клипом номер один по ротации в американской сети MTV. «Deep, Deep Trouble», второй сингл с The Simpsons Sing The Blues, не достиг такой популярности, как «Do the Bartman», но сумел достичь первого места в Ирландии и первой десятки в Новой Зеландии и Великобритании. Для этого сингла также было снято музыкальное видео, премьера которого состоялась в марте 1991 года. Третий и последний сингл, «God Bless The Child» (обложка одноименной песни Билли Холидея), не попал в чарты.
В марте 1997 года был выпущен саундтрек под названием Songs in the Key of Springfield, который включал многие музыкальные номера из первых лет серии (1990-96). На альбоме была представлена большая часть работ композитора «Симпсонов» Альфа Клаузена, который был соавтором, аранжировщиком, продюсером и дирижером почти всей музыки, используемой в шоу. Этот сборник песен не соответствовал успеху предыдущего альбома «Симпсонов», но достиг высшей позиции под номером 103 в США и под номером 18 в Великобритании, где был сертифицирован серебряным с более чем 60 000 проданных единиц. Вслед за популярностью The Simpsons Sing The Blues исполнительный продюсер «Симпсонов» Джеймс Л. Брукс хотел выпустить следующий альбом, также с оригинальной музыкой, ранее не фигурировавшей в серии. Актёры записали второй студийный альбом, основанный на «Симпсонах», получивший название The Yellow Album и запланированным к выпуску в 1993 году, но Грейнинг был против этого; в результате он не был выпущен до ноября 1998 года. Он был плохо принят критиками и не попал в чарты.
Продолжение Songs in the Key of Springfield было выпущено в октябре 1999 года под названием Go Simpsonic with The Simpsons. Он содержал песни, которые появились в серии с момента выхода предыдущего альбома саундтрека, а также некоторые более ранние, которые не вошли в Songs in the Key of Springfield. Большинство из 53 представленных треков были написаны Клаузеном. Альбом занял 197-е место в чарте Billboard 200. The Simpsons: Testify, третий и последний альбом (по состоянию на 2020 год), в котором представлена музыка «Симпсонов», был выпущен восемь лет спустя, в сентябре 2007 года. Как и его предшественники, большинство треков были написаны Клаузеном. Альбом, который не попал в чарты, содержит песни с одиннадцатого сезона сериала (1999) по восемнадцатый сезон (2007).
Полнометражный фильм «Симпсоны в кино», снятый по мотивам телесериала, вышел на экраны кинотеатров в июле 2007 года. Брукс выбрал Ханса Циммера для написания партитуры фильма, поскольку они были хорошими друзьями и постоянными коллегами. Эта партитура была выпущена в июле 2007 года на саундтреке под названием The Simpsons Movie: The Music, который достиг высшей позиции под номером 108 в США. Работая над партитурой, Циммер превратил песню «Spider Pig», спетую Гомером в фильме «Симпсоны в кино», в хоровое произведение, которое он изначально не собирался включать в фильм. Тем не менее, он был использован и был включён в саундтрек. «Spider Pig» Циммера был популярен и вошёл в чарты синглов в нескольких странах, достигнув третьего места в Ирландии, восьмого в Новой Зеландии, 14 в Норвегии, 23 в Великобритании и 53 в Швеции. В дополнение к появлению в фильме «Симпсонов», члены панк-рок-группы Green Day записали свою собственную версию «The Simpsons Theme» для фильма. Он был выпущен в качестве сингла в июле 2007 года и стал хитом первой двадцатки в Ирландии и Великобритании.
25 июня 2019 года журнал The New York Times включил «Симпсонов» в список сотен художников, чьи материалы, как сообщается, были уничтожены в пожаре Universal Studios 2008 года.

## Альбомы

### Студийные альбомы
| Название                                                                                 | Детали                                                                          | Высшая позиция в чартах | Высшая позиция в чартах | Высшая позиция в чартах | Высшая позиция в чартах | Высшая позиция в чартах | Высшая позиция в чартах | Высшая позиция в чартах | Высшая позиция в чартах | Сертификации                    |
| Название                                                                                 | Детали                                                                          | US                      | AUS                     | CAN                     | NOR                     | NLD                     | NZ                      | SWE                     | UK                      | Сертификации                    |
| ---------------------------------------------------------------------------------------- | ------------------------------------------------------------------------------- | ----------------------- | ----------------------- | ----------------------- | ----------------------- | ----------------------- | ----------------------- | ----------------------- | ----------------------- | ------------------------------- |
| The Simpsons Sing the Blues                                                              | - Релиз: 4 декабря 1990 (США) - Лейбл: Geffen Records - Формат: Кассета, CD, LP | 3                       | 24                      | 6                       | 17                      | 36                      | 2                       | 24                      | 6                       | - RIAA: 3× Platinum - BPI: Gold |
| The Yellow Album                                                                         | - Релиз: 24 ноября 1998 (США) - Лейбл: Geffen Records - Формат: Кассета, CD     | —                       | —                       | —                       | —                       | —                       | —                       | —                       | —                       |                                 |
| «—» обозначает запись, которая не попала в чарт или не была выпущена на этой территории. |                                                                                 |                         |                         |                         |                         |                         |                         |                         |                         |                                 |

### Саундтреки
| Название                                                                                 | Детали                                                                                      | Высшая позиция в чартах | Высшая позиция в чартах | Высшая позиция в чартах | Высшая позиция в чартах | Высшая позиция в чартах | Сертификации  |
| Название                                                                                 | Детали                                                                                      | US                      | AUS                     | BEL                     | CAN                     | UK                      | Сертификации  |
| ---------------------------------------------------------------------------------------- | ------------------------------------------------------------------------------------------- | ----------------------- | ----------------------- | ----------------------- | ----------------------- | ----------------------- | ------------- |
| Songs in the Key of Springfield                                                          | - Релиз: 18 марта 1997 (США) - Лейбл: Rhino Entertainment - Формат: Кассета, CD             | 103                     | 26                      | 19                      | 54                      | 18                      | - BPI: Silver |
| Go Simpsonic with The Simpsons                                                           | - Релиз: 2 ноября 1999 (США) - Лейбл: Rhino Entertainment - Формат: Кассета, CD             | 197                     | 82                      | —                       | —                       | —                       |               |
| The Simpsons Movie: The Music                                                            | - Релиз: 24 июля 2007 (США) - Лейбл: Adrenaline Music Group - Формат: CD, цифровая загрузка | 108                     | 81                      | —                       | —                       | —                       |               |
| The Simpsons: Testify                                                                    | - Релиз: 18 сентября 2007 (США) - Лейбл: Shout! Factory - Формат: CD, цифровая загрузка     | —                       | —                       | —                       | —                       | —                       |               |
| «—» обозначает запись, которая не попала в чарт или не была выпущена на этой территории. |                                                                                             |                         |                         |                         |                         |                         |               |

### Сборники
| Название                                                           | Детали                                                                |
| ------------------------------------------------------------------ | --------------------------------------------------------------------- |
| Go Simpsonic with The Simpsons and Songs in the Key of Springfield | - Релиз: 16 июля 2001 (США) - Лейбл: Rhino Entertainment - Формат: CD |

## Синглы
| Название                                                                                 | Год  | Высшая позиция в чартах | Высшая позиция в чартах | Высшая позиция в чартах | Высшая позиция в чартах | Высшая позиция в чартах | Высшая позиция в чартах | Высшая позиция в чартах | Высшая позиция в чартах | Высшая позиция в чартах | Высшая позиция в чартах | Высшая позиция в чартах | Сертификации | Альбом                        |
| Название                                                                                 | Год  | US                      | AUS                     | AUT                     | CAN                     | IRL                     | NLD                     | NOR                     | NZ                      | SWI                     | SWE                     | UK                      | Сертификации | Альбом                        |
| ---------------------------------------------------------------------------------------- | ---- | ----------------------- | ----------------------- | ----------------------- | ----------------------- | ----------------------- | ----------------------- | ----------------------- | ----------------------- | ----------------------- | ----------------------- | ----------------------- | ------------ | ----------------------------- |
| «Do the Bartman»                                                                         | 1990 | —                       | 1                       | 17                      | 14                      | 1                       | 3                       | 1                       | 1                       | 12                      | 3                       | 1                       | - BPI: Gold  | The Simpsons Sing the Blues   |
| «Deep, Deep Trouble»                                                                     | 1991 | 69                      | 35                      | —                       | —                       | 1                       | 37                      | —                       | 10                      | —                       | 13                      | 7                       |              | The Simpsons Sing the Blues   |
| «God Bless the Child»                                                                    | 1991 | —                       | —                       | —                       | —                       | —                       | —                       | —                       | —                       | —                       | —                       | —                       |              | The Simpsons Sing the Blues   |
| «The Streets of Springfield»                                                             | 1997 | —                       | —                       | —                       | —                       | —                       | —                       | —                       | —                       | —                       | —                       | —                       |              | —                             |
| «Spider Pig»                                                                             | 2007 | —                       | —                       | —                       | —                       | 3                       | —                       | 14                      | 8                       | —                       | 53                      | 23                      |              | The Simpsons Movie: The Music |
| «The Simpsons Theme»                                                                     | 2007 | —                       | —                       | —                       | 61                      | 15                      | —                       | —                       | —                       | —                       | 34                      | 19                      |              | —                             |
| «—» обозначает запись, которая не попала в чарт или не была выпущена на этой территории. |      |                         |                         |                         |                         |                         |                         |                         |                         |                         |                         |                         |              |                               |

## Музыкальные видео
| Название             | Год  | Режиссёр    |
| -------------------- | ---- | ----------- |
| «Do the Bartman»     | 1990 | Брэд Бёрд   |
| «Deep, Deep Trouble» | 1991 | Грегг Ванцо |